# Kościół Narodzenia św. Jana Chrzciciela i Matki Boskiej w Poniszowicach
Kościół pw. Narodzenia św. Jana Chrzciciela i Matki Boskiej Częstochowskiej w Poniszowicach – kościół z XV wieku znajdujący się w Poniszowicach (gmina Rudziniec, powiat gliwicki, województwo śląskie), na terenie diecezji gliwickiej.
Kościół leży na szlaku Architektury Drewnianej województwa śląskiego. W pobliżu kościoła przebiegają także:
- czerwony – Szlak Ziemi Gliwickiej,
- zielony – Szlak Stulecia Turystyki.

## Historia
Kościół w Poniszowicach wzmiankowano już w 1175 roku. Kościół ten, po zniszczeniu przez wichurę w 1399 r., odbudowano w 1404. Obecny pochodzi z 1499 roku. W 1570 r. obok kościoła wzniesiono wolno stojącą dzwonnicę. W 1650 dobudowano kaplicę boczną, ufundowaną przez Franciszka Rogojskiego ze Słupska, zaś w 1852 - lożę kolatorską, ufundowaną przez Aleksandra Zawadzkiego. Kościół był przebudowywany także w latach 1775 (dobudowanie sobót), 1834-1835 (podmurowanie kościoła), 1844 (budowa nowego lub powiększenie chóru muzycznego), 1908 (odnowienie kościoła), 1914 (odeskowanie sobót), 1980-1982 (remont dachu, w trakcie którego usunięto między innymi dwa słupy znajdujące się w nawie). Od roku 2009 w kościele prowadzone są prace remontowe i konserwatorskie, do tej pory wykonano m.in. rekonstrukcję sobót (zostały rozebrane i odtworzone ze względu na ich zły stan techniczny) i konserwację wyposażenia.

## Architektura i wyposażenie
Jest to świątynia orientowana, usytuowana na wzgórzu. Kościół zbudowano w konstrukcji zrębowej. Prezbiterium zamknięte trójbocznie, przy nim od północy znajduje się prostokątna zakrystia z lożą kolatorską na piętrze – fundacji Aleksandra Zawadzkiego z 1852. Nawa kwadratowa, pierwotnie przedzielona dwoma ośmiobocznymi słupami, przy niej od północy przylega kaplica, dawniej spowiedzi, przedtem św. Józefa, a obecnie Matki Bożej – ufundowana przez Franciszka Rogojskiego ze wsi Słupsko k. Gliwic z około 1650. Nawę kościoła obiegają zamknięte soboty, przebiterium ozdabia szeroki przydaszek. Dach gontowy, nad nawą półszczytowy jednostronny, ze szczytem zachodnim przechodzącym płynnie na soboty, nad prezbiterium dach niższy, dwuspadowy przechodzący w trójspadowy. W dachu nad nawą umieszczono ośmioboczną wieżyczkę na sygnaturkę.
Wyposażenie kościoła barokowe i manierystyczne. Ołtarz główny wczesnobarokowy, z 1655 roku, a poświęcony dwa lata później, początkowo pod wezwaniem św. Jana Chrzciciela. Obecnie znajduje się w nim obraz Matki Boskiej Częstochowskiej, przywieziony z Częstochowy w 1850 r. Ołtarze boczne wczesnobarokowe. Ołtarz lewy, z 1653 roku, z obrazem z 1657 roku ukazującym Zmartwychwstanie Pańskie. Ołtarz prawy, z 1650 roku, z obrazem św. Barbary. Na chórze organy z 1851 r., wykonane przez organomistrza Haasa z Baborowa, wcześniej znajdowały się w kościele w Ujeździe.
Obok kościoła masywna wolno stojąca dzwonnica z 1570, konstrukcji słupowej. Wieża posiada nadwieszoną izbicę oraz namiotowy dach czterospadowy, przechodzący w ośmiospadowy. Wewnątrz wieży zabytkowe dzwony, najstarszy "Słowo Pańskie" z 1536 roku. Pozostałe trzy dzwony wykonane w miejsce dwóch, zarekwirowanych w 1942 r.
Z kościoła pochodzą późnogotyckie hermy śś. Małgorzaty i Katarzyny – od 1988 r. w Muzeum Diecezjalnym w Opolu.

## Otoczenie
Kościół znajduje się na cmentarzu, otoczonym kamiennym murem z lat 1830-1837 i 1865. W ogrodzenie wmurowano kartusz herbowy (1700 r.) i epitafium (1724 r.) Jana Antoniego von Fragstein und Niemsdorff, właściciela Poniszowic. W pobliżu kościoła znajduje się także krzyż głodowy z 1844 roku z płaskorzeźbą Matki Boskiej Bolesnej.

## Galeria

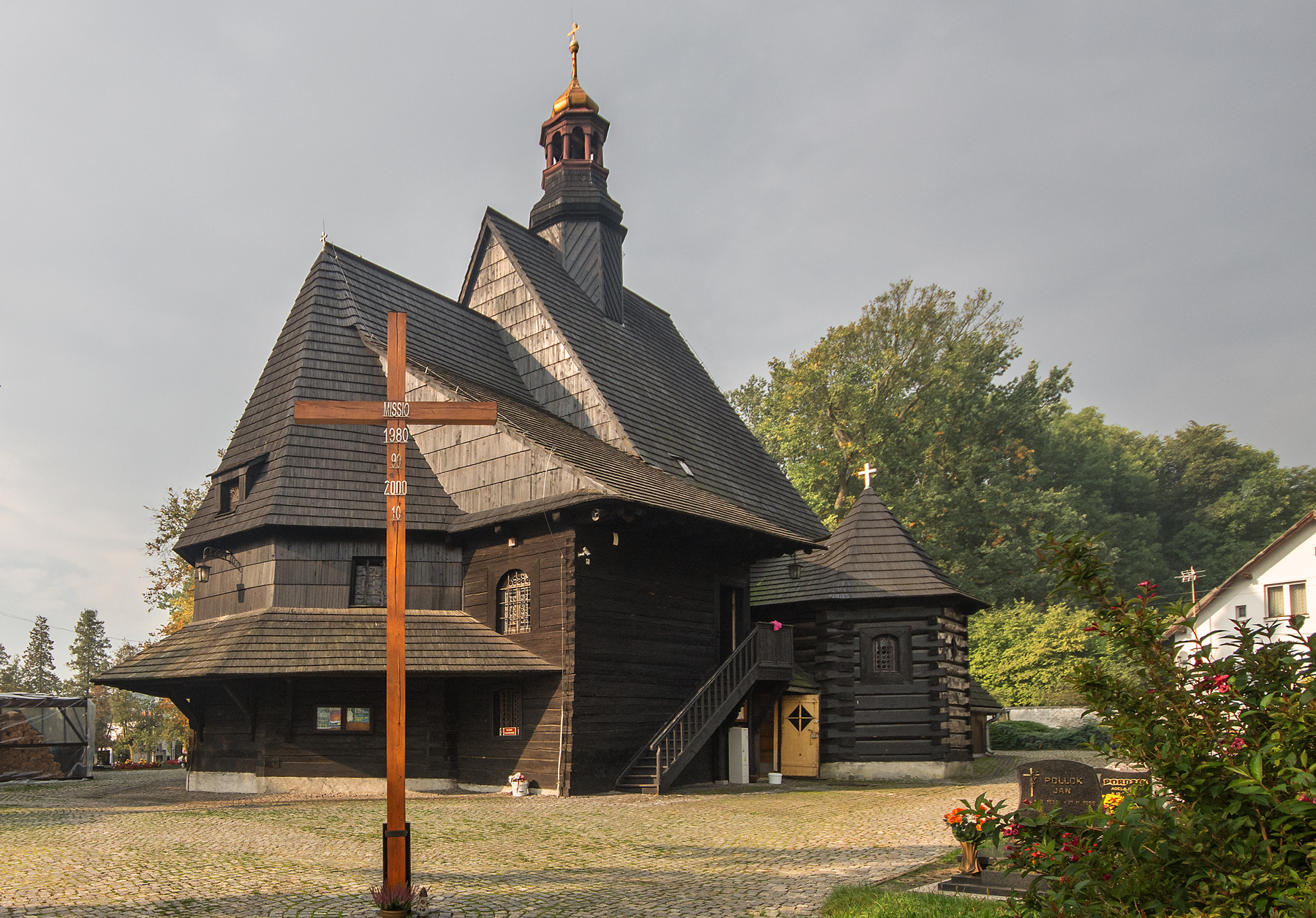
Widok ogólny
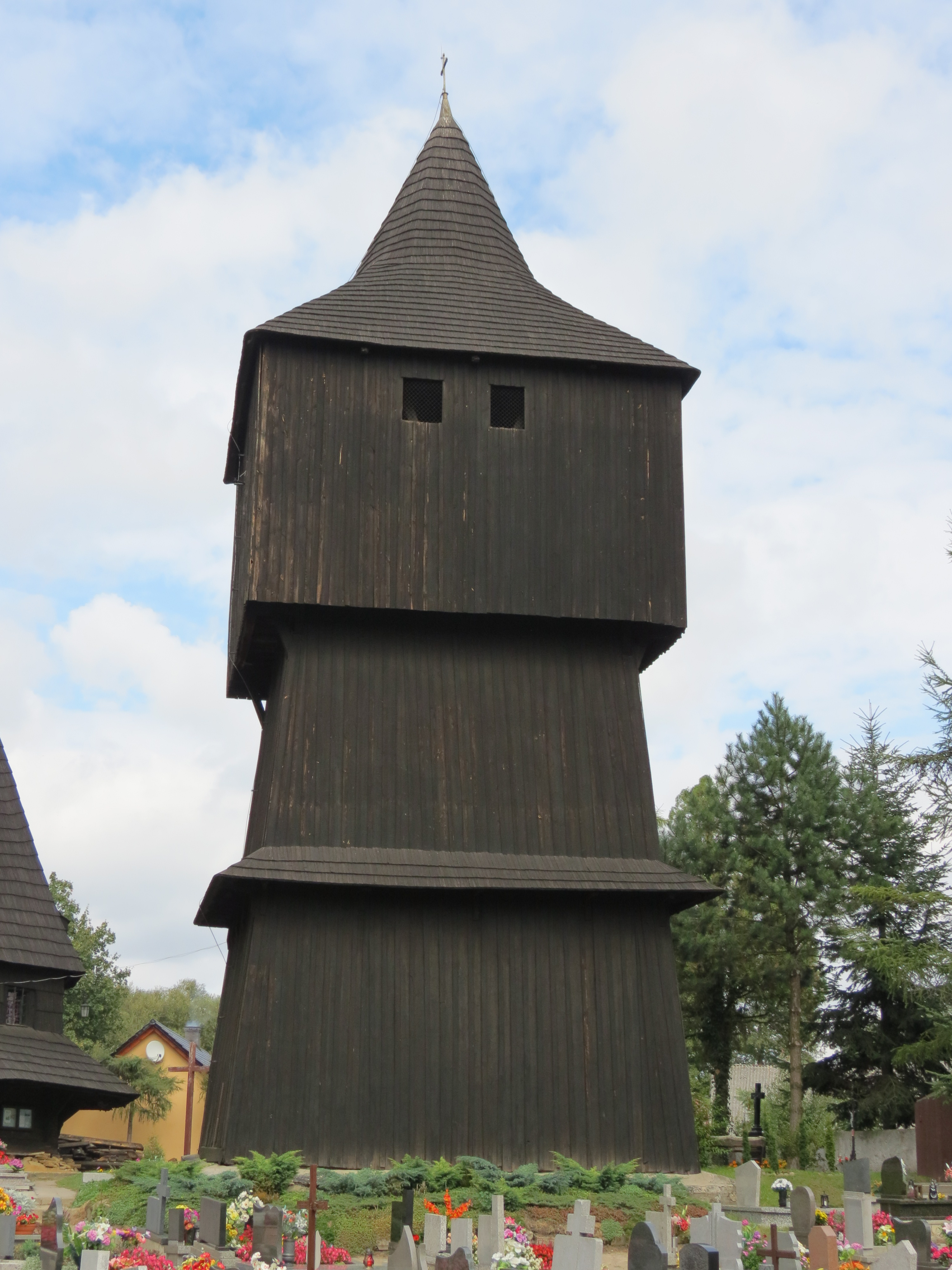
Dzwonnica
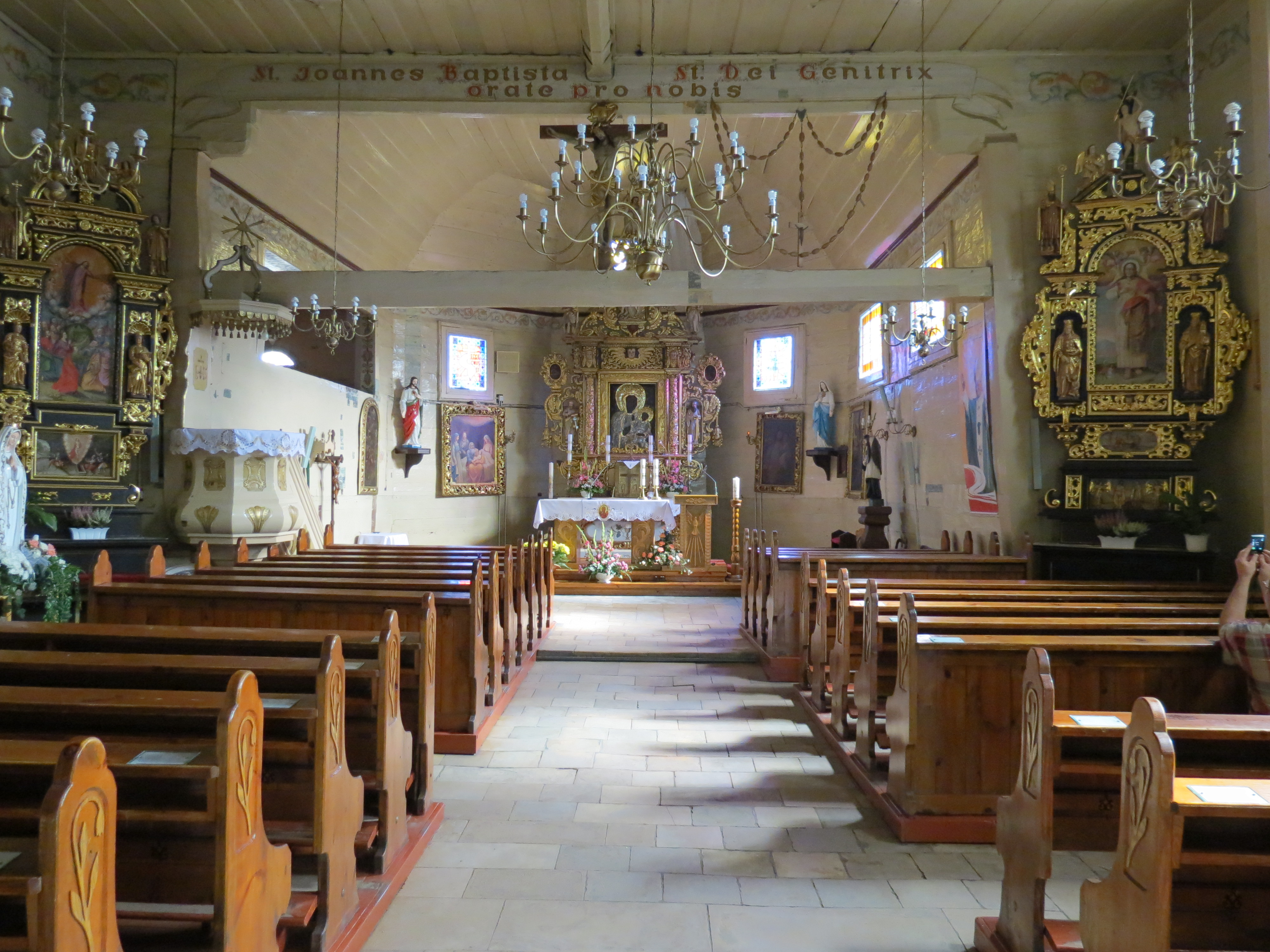
Wnętrze kościoła
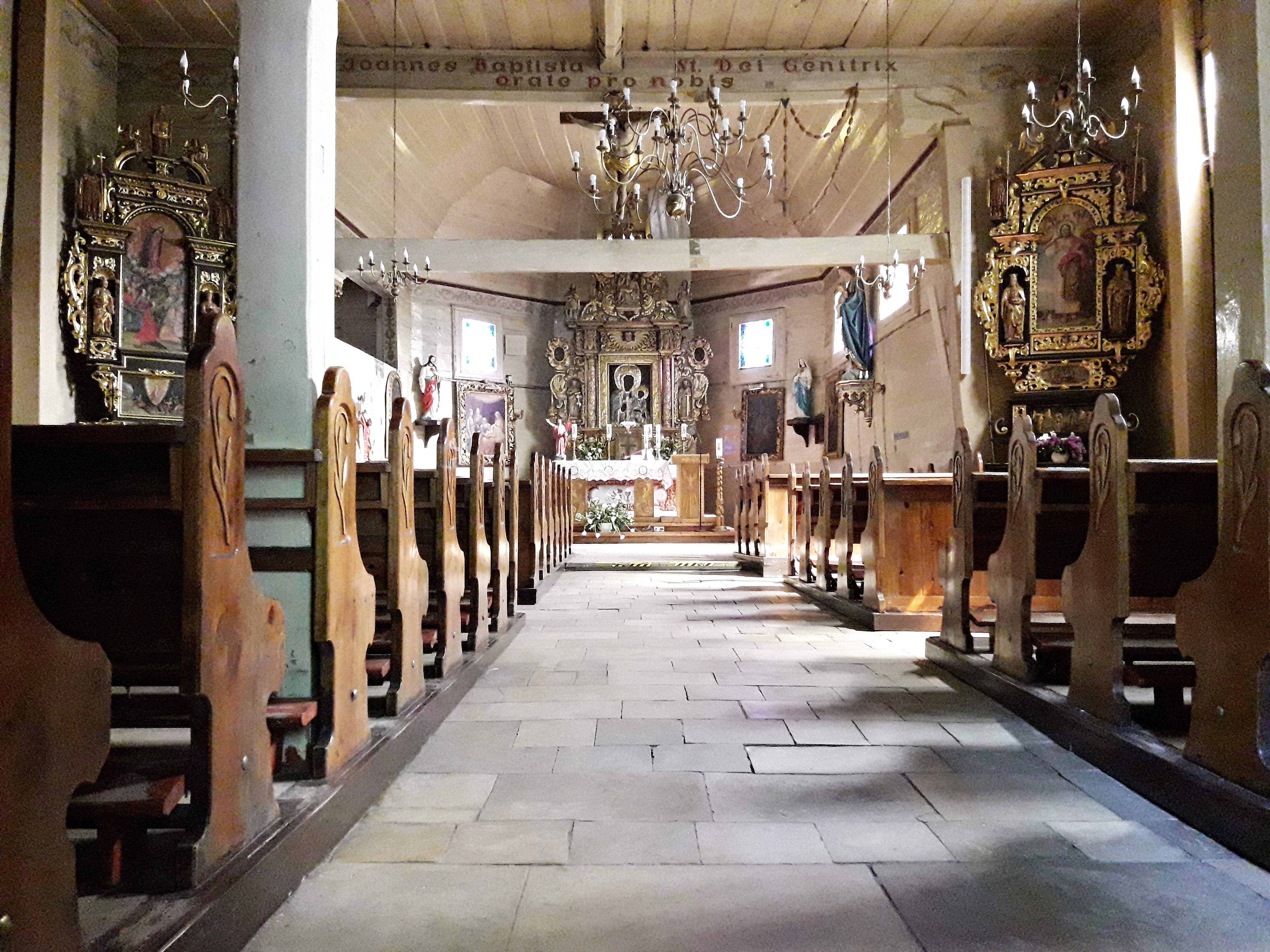
Wnętrze
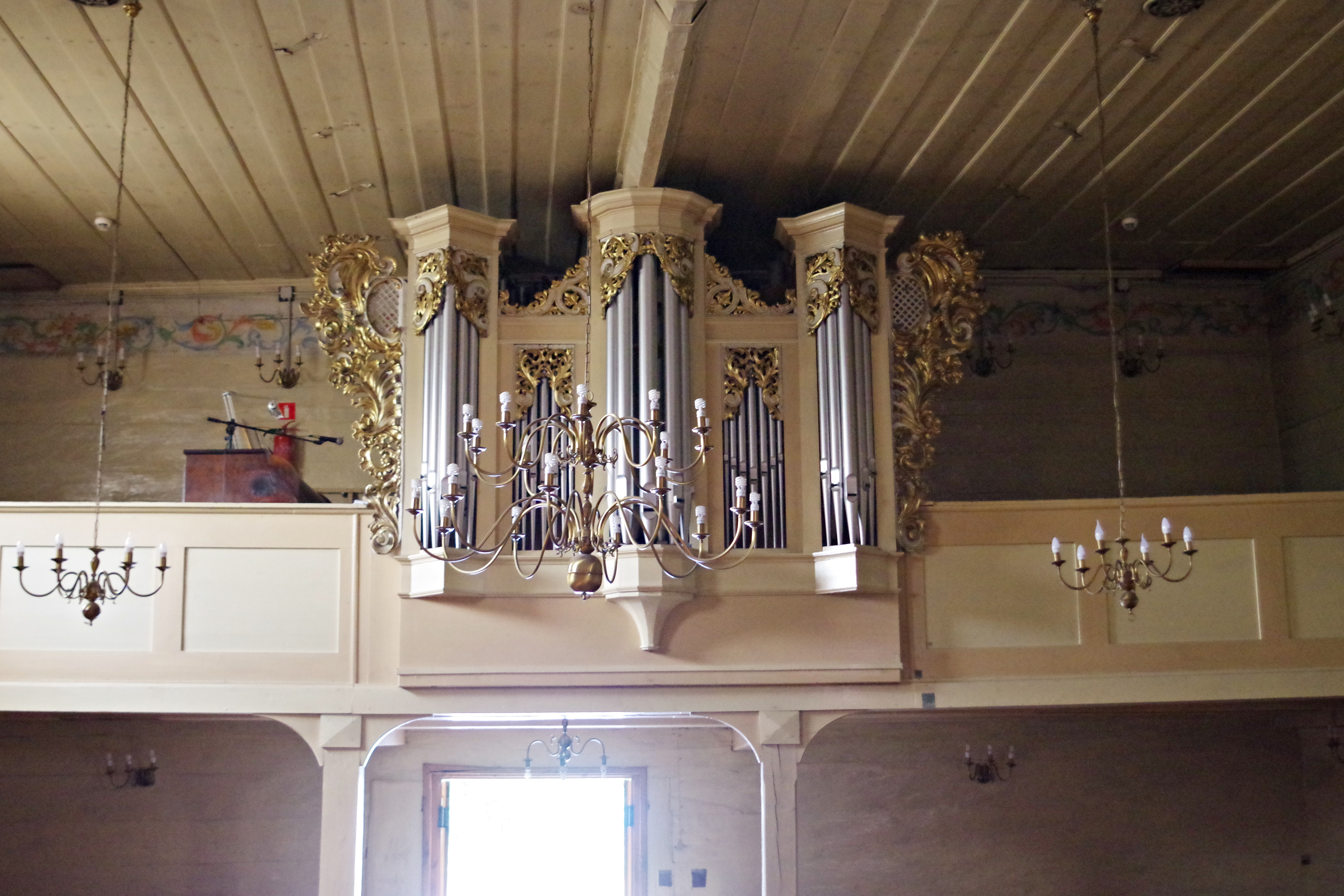
Organy